# آل فيجاي
آل فيجاي ، هو مخرج سينمائي هندي يعمل في صناعة السينما التاميلية . ومساعد مخرج مع بريادارشان ،  ظهر لأول مرة كمخرج بأفلام مثل كيريدام والفيلم الذي نال استحسان النقاد مادراساباتينام .و أخرج فيجاي لاحقًا أفلامًا مثل ديفا ذيرومقال و ذاندفان ،في بطولة فيكرام في كلا الفيلمين.

## الخلفية والحياة الشخصية
ولد فيجاي في عائلة سينمائية. والده منتج أفلام مشهور ورئيس سابق لمجلس منتجي تاميل نادو. كما ظهر كفنان شخصية في بعض الأفلام منها الفيلم عيسان . شقيق فيجاي هو الممثل اودذيا